# Ascia monuste

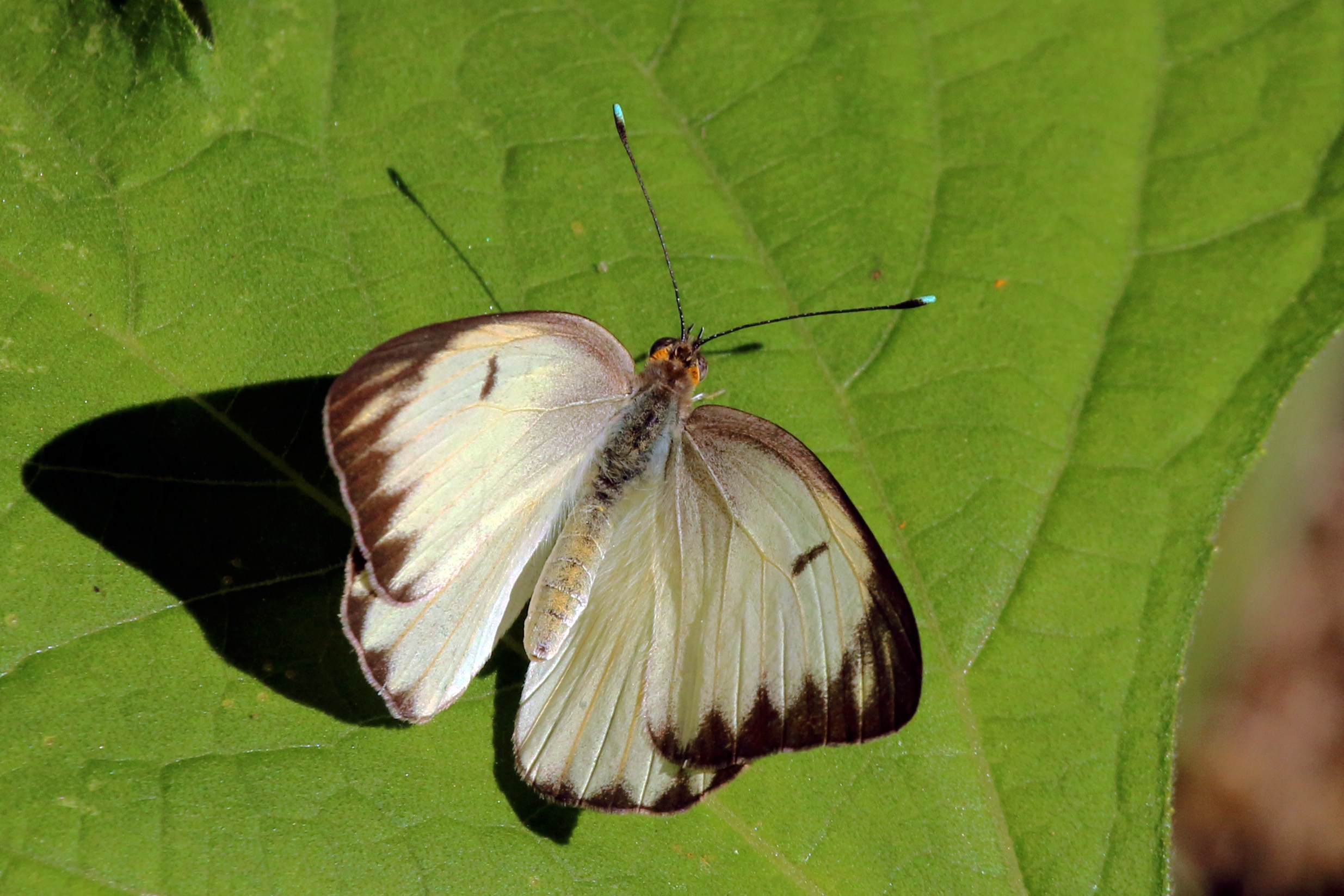
Weibchen

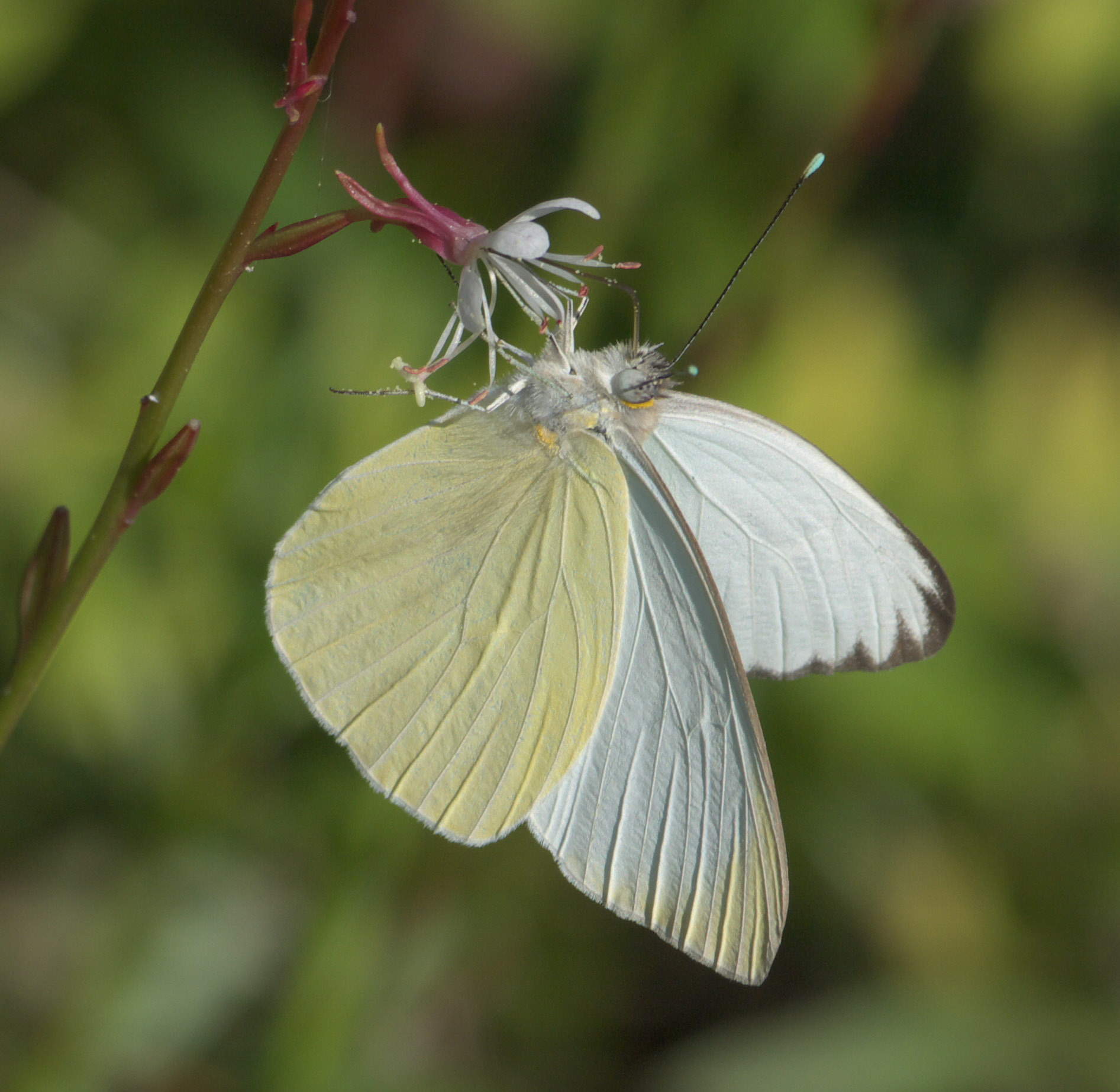
Flügelunterseite, Männchen

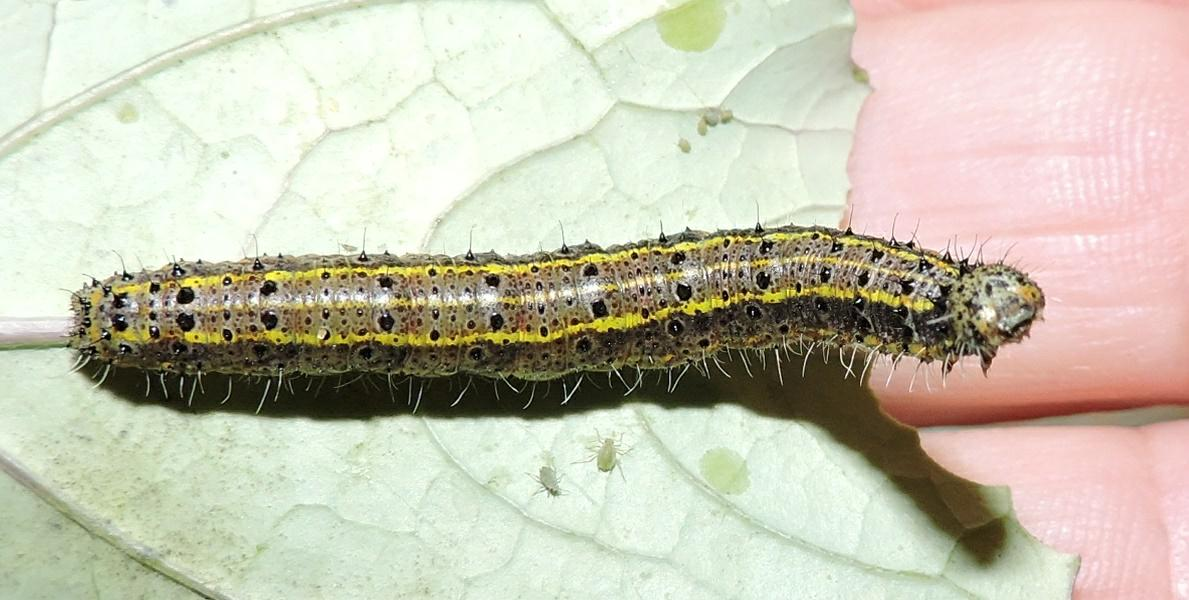
Raupe

Ascia monuste, zuweilen auch Amerikanischer Kohlweißling genannt, ist ein in Amerika vorkommender Schmetterling (Tagfalter) aus der Familie der Weißlinge (Pieridae). Carl von Linné benannte die Art innerhalb der Gruppe der Danai candici nach Monuste, einer Danaide aus der griechischen Mythologie. Im englischen Sprachgebrauch wird die Art als Great Southern White (Südlicher Großer Weißling) bezeichnet.

## Merkmale

### Falter
Die Falter erreichen eine Flügelspannweite von 63 bis 86 Millimetern. Bezüglich der Flügelfärbung besteht zwischen den Geschlechtern ein deutlicher Sexualdimorphismus. Sämtliche Flügeloberseiten zeigen bei den Männchen eine rein weiße Farbe, die lediglich am Außenrand der Vorderflügel eine schwarze Zickzackform zeigen. Die weiblichen Falter hingegen sind auf der Vorderflügeloberseite mit einem schwarzen Diskalfleck sowie vom Vorderrand durchgehend bis zum Innenwinkel mit einer bis zum Mittelfeld reichenden schwarzen Zickzackzeichnung versehen, die sich auf den Hinterflügeln etwas abgeschwächt fortsetzt. Regional treten Weibchen auf, die auf sämtlichen Flügeloberseiten dunkelgrau bestäubt sind. Die Vorderflügelunterseiten sind bei beiden Geschlechtern zeichnungslos cremig weiß, die Unterseite der Hinterflügel zeigt weißgelbe Färbungen und ist bei den Weibchen zumeist etwas kräftiger bestäubt als bei den Männchen. Die Spitzen der Fühlerkolben sind bei beiden Geschlechtern auffällig türkisfarben.

### Ei
Die Eier haben eine blassgelbe Farbe, eine flaschenähnliche, zylindrische Form und sind kräftig längsgerippt. Sie werden einzeln oder in Gruppen von bis zu fünfzig Stück an der Raupennahrungspflanze abgelegt.

### Raupe
Ausgewachsene Raupen sind grau gefärbt, kurz beborstet und mit vielen schwarzen Punkten unterschiedlicher Größe auf allen Körpersegmenten versehen. Die gelben Nebenrückenlinien heben sich deutlich ab.

### Puppe
Die Puppe wird als Gürtelpuppe an Zweigen befestigt. Sie passt ihre Farbe der Umgebung an und kann weiß, grau, grün oder schwarz sein. An jeder Seite befindet sich ein Dorn. Das Abdomen zeigt einige schwarze Punkte, die Flügelscheiden schwarze Striche.

### Ähnliche Arten
Weißliche Falter der Gattungen Pieris, Leptophobia, Glutophrissa, Appias, Ganyra und Pontia unterscheiden sich dadurch, dass die Spitzen ihrer Fühlerkolben nicht türkisfarben sind.

## Verbreitung, Vorkommen und Unterarten
Ascia monuste kommt von der Mitte der USA Richtung Süden durch Mittelamerika bis nach Argentinien vor.
Neben der in Surinam und dem Süden der USA vorkommenden Nominatform Ascia monuste monuste werden folgende Unterarten geführt:
- Ascia monuste phileta (Virginia, Georgia, Florida)
- Ascia monuste virginia (Westindische Inseln, St. Vincent)
- Ascia monuste eubotea (Kuba)
- Ascia monuste orseis (Brasilien, Argentinien)
- Ascia monuste suasa (Peru)
- Ascia monuste automate (Argentinien)
- Ascia monuste raza (Baja California Sur)

Die Art besiedelt in erster Linie offene Wiesenlandschaften sowie Gärten und landwirtschaftlich genutzte Flächen.

## Wanderverhalten
Wenn es in einzelnen Regionen zu Überpopulationen an Faltern kommt, beginnt ein Teil der Individuen zu wandern, wobei die Richtung nicht festgelegt ist. Die Wanderflüge finden meist in Gruppen statt, sofern die Temperatur über 23 bis 26 °C beträgt und beginnen am Morgen zwischen 9:00 und 10:00 Uhr. Abhängig vom Ausmaß der Überpopulation wandern die Falter zwischen zwei und zehn Stunden am ersten Tag sowie einige weitere Stunden am zweiten Tag. Sie fliegen überwiegend in Höhen zwischen einem und drei Metern über dem Boden mit einer Geschwindigkeit von 10 bis 15 km/h. Normalerweise werden dabei Strecken von 30 bis 60 Kilometern zurückgelegt. Bei einzelnen markierten Faltern wurden jedoch selbst Strecken von 160 Kilometern festgestellt.

## Lebensweise
Die Falter fliegen in fortlaufenden Generationen das ganze Jahr hindurch, schwerpunktmäßig im April, Juli und November. Die Raupen ernähren sich bevorzugt von den Blättern von Kreuzblütlern (Cruciferae). Jahrweise treten sie dabei in der Landwirtschaft schädlich auf.